# Santiago Paz Vázquez
Santiago Paz Vázquez (Santiago de Compostela , La Coruña, 9 de marzo de 2003) es un jugador de baloncesto profesional español que mide 2,00 metros y juega de alero y escolta. Actualmente pertenece a la plantilla del Club Ourense Baloncesto de la Primera FEB.

## Trayectoria deportiva
Formado en las categorías inferiores del Club Baloncesto Rosalía de Castro, ha sido un jugador presente en la selección gallega, asistiendo también a concentraciones con la selección española de formación.
En el verano de 2019, ficha por el equipo madrileño Baloncesto Torrelodones (2019-2021), equipo en el que estaría dos años y  finalizaría su etapa como juvenil.
En la temporada 2021-2022, se une al Monbus Obradoiro, donde en su primer año como jugador senior promedia con el filial (Liga EBA 2021-22) 11,3 puntos y 5 rebotes en 23 minutos de juego.
En la temporada 2022-2023, el jugador es asignado al Obradoiro-Ames de Liga Eba en dinámica completa de entrenamientos y partidos con el primer equipo. El 3 de diciembre de 2022 debuta oficialmente en la ACB
El 6 de agosto de 2023, firma por el CB Benicarló de la Liga LEB Plata, cedido por Obradoiro CAB.
El 18 de julio de 2024, firma por el Club Ourense Baloncesto de la Primera FEB.